# 1-cloro-2-metil-1-propeno
El 1-cloro-2-metil-1-propeno, llamado también cloruro de 2-metilpropeno, cloruro de 2,2-dimetilvinilo y cloruro de isocrotilo, es un compuesto orgánico de fórmula molecular C4H7Cl. Es un haloalqueno no lineal de cuatro carbonos con un átomo de cloro unido a un carbono terminal.

## Propiedades físicas y químicas
A temperatura ambiente el 1-cloro-2-metil-1-propeno es un líquido incoloro. Su densidad es inferior a la del agua, ρ = 0,920 g/cm³, y en fase gas es 3,1 veces más denso que el aire. Tiene su punto de ebullición a 68 °C y su punto de fusión a -96 °C, aunque este último valor es estimado.
El valor del logaritmo de su coeficiente de reparto, logP = 1,713, indica que es más soluble en disolventes apolares que en disolventes polares. Es muy poco soluble en agua, a razón de 0,3 g/L.

## Síntesis
El 1-cloro-2-metil-1-propeno se puede sintetizar por cloración del isobuteno. Esta reacción es más eficiente si, en vez de cloro, se utilizan policloruros de amonio cuaternario, como por ejemplo policloruros de benciltributilamonio. En este caso, también se obtienen 1,2-dicloro-2-metilpropano, 2-cloro-2-metilpropano, 1,2,3-tricloro-2-metilpropano y 3-cloro-2-metil-1-propeno.

## Usos
A partir del 1-cloro-2-metil-1-propeno se puede producir 3,3-dicloro-2-metilpropeno, importante intermediario en síntesis orgánica debido a la posición geminal de los dos átomos de cloro, así como la presencia del doble enlace. Para ello, se hace reaccionar 1-cloro-2-metilpropeno con cloruro de sulfurilo en presencia de una de una base orgánica que contenga nitrógeno y un par de electrones libres, aunque también se puede emplear un fosfano.
De igual forma se ha empleado esta reacción para producir 1,1,2-tricloro-2-metilpropano, en este caso en presencia de luz ultravioleta y/o en presencia de un aldehído como catalizador.
Por otra parte, este cloroalqueno se ha usado en la preparación de hidroclorofluorocarbonos que no contribuyan sustancialmente al agotamiento del ozono ni al calentamiento global.
La reacción de 1-cloro-2-metil-1-propeno con ácidos borónicos sirve para preparar alquenos. Para ello se emplea como catalizador el sistema tris(dibenzilidenoacetona)dipaladio(0)/tri-terc-butilfosfina a 50 °C.
Igualmente se ha usado la reacción de este cloroalqueno con complejos transitorios de pentacarboniltungsteno-fosfinideno ‌para obtener un intermediario de fosfinano que, al ser calentado, se reorganiza para dar el correspondiente complejo de 1-alqueno(cloro)feniltungsteno.

## Precauciones
El 1-cloro-2-metil-1-propeno es un compuesto muy inflamable, tanto en forma líquida como en vapor, teniendo su punto de inflamabilidad a -1 °C y su temperatura de autoignición a 555 °C.